# Чамполи, Джованни Баттиста
Джованни Баттиста Чамполи (итал. Giovanni Battista Ciampoli; 1589—1643) — итальянский писатель.
В юности слушал лекции Галилея в Падуе. Здесь же он подружился с братьями Альдобрандини, которые представили его правителю Болоньи кардиналу Маффео Барберини. Сделавшись секретарем папы, Чамполи получил несколько бенефиций. Вступление на папский престол кардинала Маффео (под именем Урбана VIII) ещё более упрочило его материальное положение. Чрезмерно развитое авторское самолюбие повредило ему: он дошёл до того, что стал превозносить свои произведения выше творений Данте и Петрарки и, наконец, восстановил против себя папу, также занимавшегося поэзией. Чамполи был удален из Рима, получив в управление несколько незначительных городов.
Некоторые исследователи предполагают, что истинной причиной папской немилости была близость Чиамполи с Галилеем. Во время его опалы в нём принял участие польский король Владислав IV, которому он и завещал свои рукописи и историю царствования которого он писал в последние годы жизни (она осталась неоконченной).
Чамполи писал лирические стихотворения частью религиозного, частью нравственного характера, свидетельствующие о большом таланте автора, но слишком изысканные по стилю, а также прозаические сочинения: диалог религиозно-политического характера «Zoroastro» и «Difesa del Papa Innocenzo II». Стихи его — «Rime di Monsignor G. B. C. (Sacre, funebri e morali)» — изданы в Риме в 1648 г., «Prose» в 1662 г., там же.